# Памятник Суворову (Санкт-Петербург)
Па́мятник Суво́рову — памятник русскому военачальнику, генералиссимусу Александру Васильевичу Суворову в Санкт-Петербурге.
Находится на Суворовской площади напротив Марсова поля и Троицкого моста, между Мраморным дворцом и домом графа Салтыкова.

## История
Памятник Суворову был установлен по повелению императора Павла I, в царствование которого полководец совершил свой знаменитый поход в Италию, за что и получил титул «князь Италийский». Памятник был заказан, спроектирован и утверждён ещё при жизни Суворова. Павел велел поставить памятник Суворову, поскольку именно так отмечали заслуги полководцев в Древнем Риме. Памятник Суворову — первый в России антропоморфный памятник  некоронованной особе. До этого в России подобные памятники воздвигали только царям и императорам.
Авторство памятника принадлежит скульптору М. И. Козловскому, который работал над монументом с 1799 по 1801 год. Проект Козловского был высочайше утвержден в январе 1800 года.
Фигура Суворова выполнена из бронзы. Памятник не имеет портретного сходства с фельдмаршалом. Скульптор создал аллегорическую фигуру в образе бога войны Марса, в древнеримских доспехах, в шлеме, с поднятым мечом в правой руке и со щитом, украшенным российским гербом, в левой. Такой подход в полной мере отражает эстетику раннего этапа развития русского классицизма.
Рядом с фигурой изображен жертвенник, на котором лежат короны Неаполя и Сардинии, а также папская тиара — Суворов, как бы защищая их, прикрывает щитом. На трех гранях жертвенника помещены барельефы «Вера», «Надежда», «Любовь».

Гранитный постамент памятника, выполненный по проекту Воронихина, украшают фигуры двух крылатых гениев — Мира и Славы, которые пальмовой и лавровой ветвью осеняют щит с надписью:
«Князь Италійской, графъ Суворовъ-Рымникской. 1801 г.».
Под щитом изображены склоненные знамёна.
Торжественное открытие памятника состоялось 5 (17) мая 1801 года в годовщину смерти полководца. К этому времени ни Суворова, ни Павла не было в живых; на открытии присутствовали их сыновья, князь Аркадий Суворов и Александр I.
Модели памятника хранятся в Эрмитаже, Русском музее, Музее городской скульптуры, московской Третьяковской галерее.

## История расположения памятника
Император Павел I намеревался установить монумент перед южным фасадом Михайловского замка, однако Суворов в марте 1800 года впал в немилость. Тогда император вернулся к прежнему решению об установке перед фасадом Михайловского замка монумента Петру Великому. В итоге памятник фельдмаршалу Суворову установили на противоположной стороне Царицына луга (ныне Марсово поле) у реки Мойки.
В 1818 году, в царствование императора Александра I, по предложению К. И. Росси, в связи с реконструкцией зданий на Марсовом поле, памятник перенесён на современное место к набережной Невы, на площадь, названную Суворовской.
В 1834 году потрескавшийся мраморный постамент заменен гранитным той же формы.